# Богословское рудоуправление
АО «Богословское рудоуправление» (БРУ) — градообразующее предприятие города Краснотурьинска Свердловской области, входящий в состав минерально-сырьевого комплекса ОАО Уральской горно-металлургической компании (УГМК).

## История создания
До 1900 года
В 1752—1757 годы в Богословском горном округе было открыто 29 рудников, так в 1754 году экспедиция Г. Н. Посникова открыла месторождения медной руды, позже найдено золото и железная руда. В долине реки Турьи основан горняцкий посёлок Турьинские Рудники. В 1752—1781 годах владельцем рудников и месторождений железных руд был Максим Михайлович Походяшин, в том числе Покровское, Колонгское и Баяновское месторождения (район Североуральска) и Ольховское (район Краснотурьинска). В 1770 году Походяшин запустил Богословский медеплавильный завод. В 1791 году сыновья Походяшина продали завод и рудники казне. В июле 1875 года казна продала Богословский горный округ (рудники и заводы) статскому советнику Сергею Дмитриевичу Башмакову за 2 млн рублей, а его сын Сергей Сергеевич Башмаков продал в 1884 году заводы округа Надежде Михайловне Половцовой уже за 5,5 млн рублей. В 1886 году возобновляются разведочные работы на Ольховском (позднее — Ауэрбаховском) месторождении под руководством управляющего округом А. А. Ауэрбаха. В 1894—1899 годах велась детальная топографическая и геологическая съёмка 4 тысяч квадратных километров под руководством петербургского геолога Е. С. Фёдорова. С 1894 года Ауэрбаховский (Ольховский) железный рудник стал главной сырьевой базой для Надеждинского завода, находящегося в 21 версте. На руднике велась добыча красного и бурого железняка, содержащего от 50 до 60 % железа с марганцем (от 0,318 до 0,41 %), фосфором (0,045 %), серы (0,07 %). На месторождение имелся магнетит и скарн, пирит и халькопирит, и хромосодержащие бурые железняки с железом в 44 %. В 1894—1917 годах добывались в основном мартиты, содержавшие 61,3 % железа, и меньше бурые железняки, а сернистые магнетиты (60,5 % железа, 0,81 % серы, 0,1 % фосфора) не брались. Добыча руды шла открытым способом. Все руды находились в глинистых породах и нуждались в обогащении, в промывке.
В 1900—1917 годы
К Ауэрбаховскому руднику была подведена железнодорожная ветка. На нём в 1895 году добыто 2,05 млн пуд руды, в 1900 году — 4,95 млн пуд, в 1914 году — 13,7 млн пуд. Себестоимость руды в конце XIX в. была 2,88 коп. за пуд, что было ниже, чем по Уралу (3-3,5 коп.), а в начале XX в. снизилась до 1,5-2 коп. Рудник в 1900 году был третьим на Урале, а в 1914 году вторым. В 1895 году численность рудника составила 504 рабочих, в 1901 году — 723 рабочих. С августа 1915 года на рудники стали прибывать китайские рабочие в связи со снятием запрета на использование иностранной рабочей силы в 1914 году, а к ноябрю 1917 года на Ауэрбахских копях их насчитывалось уже 278 человек.
В начале XX века добыча шла на Воронцовском руднике, находящемся в 38 верстах от Надеждинского завода, добывался магнитный железняк, с содержанием 58 % железа. В 1911 году было добыто 4,6 млн пуд руды. Разрабатывался Покровский рудник с залежами штоков магнитного железняка с содержанием железа в 49—56 %, на нём в 1914—1918 годах добывалось 3 млн пуд в год. Разрабатывалось Самское месторождение в 80 верстах от Надеждинского завода, месторождение бурых железняков с содержанием железа 43 %, чистых по содержанию серы и фосфора, но в глинах и требовалась промывка. В 1915—1918 годах здесь добывалось 1 млн пуд руды в год. Рудники Северный № 1 и № 2 с крупной залежью магнитного железняка высоких качеств с содержанием железа в 55-65 %, расположенные по р. Тынье и р. Лозьве, в 190 и 300 верстах к северу от Надеждинского завода не разрабатывались ввиду отдалённости и отсутствия путей сообщения.
В 1917—1940 годах
После 1917 года Богословские рудники были национализированы, работы на них были почти прекращены: в 1918 году добыто 46,2 тыс. тонн, в 1919 году — 5,2 тыс. тонн, в 1920 году — 24 тыс. тонн. В 1929 году Богословское рудоуправление выделено из состава Надеждинского завода. Добыча шла на Ауэрбаховском, Воронцовском, Троицком, Покровском, Самском рудниках, на Баяновском руднике велись подготовительные работы, на Талинском и Лангурском проектировались для разработки. В 1931 году добыча руды достигла 265 тыс. тонн и занято 902 рабочих. С 1936 года начались подземные разработки. В 1941 году на Ауэрбаховском руднике действовали шахта «№ 6», рудопромывочные фабрики «№ 1» и «№ 2», строилась шахта «Капитальная» с дробильно-обогатительным комплексом, а на Воронцовском руднике работали карьеры «Южный» и «№ 4» и шахта «Южная-наклонная». В 1940 году добыто 220 тыс. тонн железной руды.
В 1941—1945 годах
Добыча в годы Великой Отечественной войны резко выросла за счёт запуска заложенных старых шахт и строительства новых шахт и разрезов: в 1942 года было добыто 290 тыс. тонн, в 1943 году — 290 тыс. тонн, в 1945 году — 446 тыс. тонн. сырой руды.
В декабре 1941 года на Воронцовском руднике запущена шахта «Северная». В 1943 году началась разработка открытым способом Масловского месторождения магнетитов и мартитов. В 1944 году запущена шахта «Капитальная» на Ауэрбаховском руднике, шахта «Южная» на Воронцовском руднике, рудопромывочная фабрика № 4 для промывки старых отвалов Ауэрбаховского рудника, возобновил работу Покровский рудник. В 1945 году запущены дробильно-обогатительные фабрики на шахте «Капитальная» и на Покровском руднике.
В 1946—1999 годы
С 1970-х годов добыча шла полностью подземным способом. В 1966 году на базе Песчанского месторождения заложена шахта «Северопесчанская» с проектной производительностью в 5 млн тонн сырой руды в год. Месторождение магнетитовых руд с протяжённостью рудного тела в 3 км было вскрыто несколькими клетьевыми, вентиляционными и скипоклетьевыми рудоподъёмными стволами. В конце 1967 года введена первая очередь шахты на 500 тыс. тонн сырой руды, в декабре 1969 года запущены новые мощности на 2,2 млн тонн. В 1980 году шахта выдала 4538 тыс. тонн сырой руды, что являлось рекордным количеством добычи железной руды в СССР. В 1980-е годы выработалась и закрылась шахта «Капитальная», в 1990-х годах — шахта «Первомайская».
С 1999 года
АО «Богословское рудоуправление» вошло в 1999 году в состав Уральской горно-металлургической компании. В настоящий момент действует только одна «Северопесчанская» шахта, а обогащённая руда с содержанием железа в сырой руде от 34,6 до 36,3 %, а в концентрате — 52,3 % отправляется на Надеждинский завод.
При шахте действует дробильно-обогатительная фабрика, построенная по проекту НИИ «Уралмеханобр», и обогащающая рудную массу методом сухой магнитной сепарации, после которой полученный железорудный концентрат поступает в железнодорожный цех предприятия, где происходит отгрузка потребителю.